# Дейв Бентън
Дейв Бентън (роден на 31 януари 1951 г., рождено име: Ефрен Юджийн Бенита) е поп музикант от Аруба, който живее в Естония. Той е един от победителите през 2001 г. на Евровизия. На възраст 50 години и 101 дни при победата си, Бентън е най-старият певец, който печели Евровизия.

## Биография
Ефрен Юджийн Бенита е роден през януари 1951 г. на карибския остров Аруба. Там той посещава местни училища. Владее английски, испански и папиаменто. Той се жени и има дъщеря. През средата на 70-те години на 20 век, той се разделя със съпругата си и се премества да живее в САЩ. Като барабанист и беквокалист той работи с „Дъ Дрифърс“, „Дъ Платърс“, Том Джоунс, Хосе Фелисиано и други.
Докато живее в Нидерландия през 80-те, той се среща с бъдещата си съпруга Марис, от Естония, на круизен кораб. Те се установяват да живеят заедно в Естония през 1997 г. и имат две дъщери, Сиси и Лиза.
Бентън има разнообразна музикална кариера в северноевропейските страни. Той говори осем езика: английски, испански, папиаменто, нидерландски, френски, немски, португалски и естонски. Той се изявява в германската продукция на мюзикъла „Сити Лайтс“, след което той е бил поканен да замени Енгелберт Хъмпърдинг в австралийското му турне.
Бентън издава и продуцира доста албуми, един от които на родния си език - Папиаменто. Дейв Бентън има повече кариера като изпълнител.
През май 2001 г. той представя Естония, заедно с Танел Падар и момчешката група „2XL“, за да спечелят Евровизия 2001 в Копенхаген, Дания, с песента „Everybody“ със 198 точки..